# Хэллоуин 2 (фильм, 2009)
«Хэллоуин 2» (англ. Halloween II) — американский фильм в жанре слэшер 2009 года сценариста, режиссёра и продюсера Роба Зомби. Картина является продолжением фильма «Хэллоуин 2007», снятого Зомби в 2007 году, и десятой частью франшизы «Хэллоуин». «Хэллоуин 2» рассказывает о Лори Строуд, преодолевающей последствия событий предыдущего фильма, о докторе Лумисе, который пытается извлечь выгоду из этих событий с помощью новой книги, и о Майкле Майерсе, стремящемся воссоединиться со своей сестрой. В фильм возвращаются исполнители главных ролей из фильма 2007 года Малкольм Макдауэлл, Скаут Тейлор-Комптон и Тайлер Мэйн, которые изображают доктора Лумиса, Лори Строуд и Майкла Майерса соответственно.
В «Хэллоуин 2» Зомби решил больше сосредоточиться на связи между Строуд и Майерсом и идее, что у них схожие психологические проблемы. Он хотел, чтобы сиквел был более реалистичным и жестоким, чем его предшественник 2007 года, и стремился показать, как события первого фильма повлияли на героев. Зомби также хотел дать возможность заглянуть в психику каждого персонажа. Съёмки проходили в основном в Джорджии, что позволило Зомби получить налоговые льготы, а также создать необходимый визуальный облик. Когда пришло время создать музыкальную партитуру, Зомби с трудом нашёл место для оригинальной темы Джона Карпентера «Хэллоуин», и она была включена только в финальных кадрах.
«Хэллоуин 2» был официально выпущен 28 августа 2009 года в Северной Америке и был негативно встречен критиками. 30 октября 2009 года фильм был перевыпущен в Северной Америке, чтобы приурочить его к праздничному уикенду Хэллоуина. Оригинальная премьера фильма собрала меньше, чем ремейк 2007 года, — около 7 миллионов долларов в Северной Америке и 6 миллионов долларов в зарубежных странах; общие сборы составили 39,4 миллионов долларов. Роб Зомби отказался вернуться к съёмкам продолжения, а следующая часть фильма, «Хэллоуин 3D», была отменена в 2012 году. «Хэллоуин 2» стал последним фильмом франчайза, который распространялся компанией Dimension Films. За ним последовал «Хэллоуин» в 2018 году, прямой сиквел оригинального фильма 1978 года, снятый компанией Blumhouse Productions и распространяемый Universal Pictures.

## Сюжет
Во время пребывания в психлечебнице «Смитс-Гроув» юного Майкла Майерса навещает его мать Дебора, которая дарит ему в подарок статуэтку белой лошади.
Пятнадцать лет спустя Лори Строуд бродит по городу в шоковом состоянии после того, как застрелила взрослого Майкла. Шериф Ли Брэкетт находит Лори и отвозит её в больницу. Тем временем парамедики забирают Энни Брэкетт и психиатра Майкла доктора Сэма Лумиса, который выжил после нападения маньяка, и также отвозят их в больницу. Тело Майкла везут в другой машине скорой помощи. Когда водитель попадает в аварию, Майкл приходит в себя и сбегает, убив парамедика, пострадавшего в аварии.
Год спустя Лори живёт с Брэкеттами. Майкл пропал и считается погибшим. Пока Лори справляется со своей травмой, доктор Лумис решил воспользоваться этим событием, чтобы написать ещё одну книгу. В другом месте Майклу, который всё ещё жив и живёт как бродяга, являются видения призрака его матери и более молодой версии его самого, которые наставляют его воссоединиться с Лори. Майкл приезжает на ферму и убивает хозяев, после чего отправляется в Хэддонфилд. Пока Майкл едет в Хэддонфилд, у Лори начинаются галлюцинации, которые отражают прошлое Майкла. В своих галлюцинациях она также разыгрывает убийства Майкла. Тем временем Лумис отправляется в турне для продвижения своей новой книги, но подвергается критике со стороны общественности, которая обвиняет его в действиях Майкла и в использовании смертей жертв Майкла. Когда книга Лумиса выходит в свет, Лори узнаёт, что она на самом деле Энджел Майерс, давно потерянная сестра Майкла. Она отправляется на вечеринку по случаю Хэллоуина со своими коллегами по работе, Майей и Харли, чтобы заглушить свои чувства.
Майкл появляется на вечеринке и убивает Харли, а затем идёт в дом Брэкеттов и смертельно ранит Энни. Когда Лори и Майя возвращаются в дом, они находят Энни, которая умирает на руках у Лори. Майкл убивает Майю, а затем преследует Лори, которой удаётся сбежать. Шериф Брэкетт возвращается домой и находит свою дочь мёртвой. Лори останавливает машину, но Майкл убивает водителя и переворачивает машину с Лори внутри. Затем Майкл переносит потерявшую сознание Лори в заброшенный сарай. Девушка приходит в себя и наблюдает галлюцинацию Деборы, которую видели и она, и Майкл; женщина в белом просит называть её «мамочкой».
Полиция обнаруживает местонахождение Майкла и окружает сарай. Прибывший Лумис заходит внутрь и пытается образумить Майкла, но когда он пытается вывести Лори из её галлюцинаций, Майкл хватает Лумиса и закалывает его до смерти. В этот момент Брэкетт стреляет в окно хижины и Майерс падает на грабли. Освободившись от своих видений, Лори подходит к Майклу и закалывает его собственным ножом. Дверь сарая открывается, и Лори выходит в маске Майкла. Позже Лори сидит в изоляции в психиатрической палате и ухмыляется, когда призрак Деборы приближается к ней с белой лошадью.

## В ролях
- Тайлер Мэйн — Майкл Майерс в 27/29 лет
- Чейз Райт Ванек — Майкл Майерс в 10 лет
- Малкольм Макдауэлл — Доктор Сэм Лумис
- Скаут Тейлор-Комптон — Лори Строуд/Энджел Майерс
- Шери Мун Зомби — Дебора Майерс
- Брэд Дуриф — Шериф Ли Брэкетт
- Даниэль Харрис — Энни Брэкетт
- Бри Грант — Микейла «Майя» Рокуэлл, подруга Лори
- Кэролайн Уильямс — Доктор Клен
- Марго Киддер — Барбара Коллер
- Дейтон Калли — Следователь Хук
- Ричард Брэйк — Гэри Скотт
- Октавия Спенсер — Медсестра Дэниэла
- Ричард Рили — Сторож Бадди
- Мэри Бёрдсонг — Нэнси Макдоналд
- Крис Хардвик — Дэвид Ньюман, телеведущий
- Никки Уилан — Венди Сноу
- Мэттью Линтц — Мальчик Марк
- Анджела Тримбур — Харли Дэвид
- Пэт Скиппер — Мейсон Строуд

### Альтернативный финал
В режиссёрской версии Майерс и Лумис проламывают стену сарая, а затем Майкл бьёт Лумиса ножом в живот. После этого полицейские расстреливают Майерса из дробовиков, пистолетов и снайперских винтовок. Лори выходит из сарая и берёт нож Майкла. Потом она подходит к Лумису, и в этот момент полицейские несколько раз стреляют в девушку, несмотря на требование шерифа прекратить огонь. Затем идёт сцена в психиатрической больнице.

## Отзывы
На основании 80 рецензий, собранных на Rotten Tomatoes, «Хэллоуин 2» получил 21 % одобрения критиков, со средним баллом 4.12 из 10; общий консенсус гласит: «Зомби демонстрирует проблески видения в продолжении перезагрузки „Хэллоуина 2007“, но они задушены горами запёкшейся крови и заезженным, жестоким насилием.» Роб Нельсон из Variety посчитал, что использование Деборы и белого коня было не более чем «глупостью», и не согласился с выбором Зомби снимать «Хэллоуин 2» на 16-мм. плёнку, в отличие от более широкого формата 35 мм, который он использовал в своём ремейке 2007 года. Нельсон также заявил, что сцена в больнице была не более чем «мясницкой» версией сиквела 1981 года, а остальная часть фильма выглядела так, будто она была сделана наспех и «сляпана» в последний момент. В отличие от Нельсона, рецензент Time Out посчитал, что «сцена в больнице в начале фильма превосходит сиквел 1981 года практически во всех отношениях». Time Out заявил, что Комптон, изображающая Лори Строуд, показала «интенсивную, нетривиальную преданность роли», которая поддерживает интерес, в то время как сюжетная линия эгоцентризма доктора Лумиса мешает общей сюжетной линии. Time Out также отметил, что Зомби навредил фильму, пытаясь показать, как «насилие задерживается и извращает всех, кого оно коснулось», но потом сам себя подвёл под «карнавальное» насилие. Хотя Кайл Смит из New York Post не считает, что персонаж Лори Строуд был уравновешивающим Майкла Майерса или доктора Лумиса, он согласился, что призрачные образы Деборы Майерс были «облегчением от кровавой жестокости» убийств Майкла.

## Отменённый сиквел
В 2009 году Роб Зомби отказался вернуться в качестве режиссёра продолжения «Хэллоуина 2». 30 августа того же года компания The Weinstein Company анонсировала следующий фильм серии, «Хэллоуин 3D», который планировалось выпустить в 2010 году и который устанавливал, что Лори убила Лумиса, а не Майкла. В итоге фильм был отменён, поскольку Боб и Харви Вайнштейны решили вместо этого дать зелёный свет и отдать приоритет «Крику 4». В 2016 году компания Blumhouse Productions приобрела права на серию. Следующая часть, «Хэллоуин» 2018 года, стала прямым продолжением оригинального фильма 1978 года и сделала реткон предыдущих сиквелов. Дистрибуцией фильма занималась Universal Pictures.